# Aeronautica Umbra
Aeronautica Umbra SA est une entreprise aéronautique italienne disparue.

## Histoire
Aeronautica Umbra SA (AUSA) a été fondée en 1935 à Foligno, dans la province de Pérouse, en Ombrie, par Muzio Macchi pour produire sous licence des avions d’autres constructeurs. AUSA a construit en série durant la guerre des trimoteurs Savoia-Marchetti SM.79, SM.81 et SM.84. L’usine de Foligno comptait 2 400 employés au moment où elle fut rasée par les bombardements alliés.
Un petit bureau d’études développa également des appareils intéressants sous la direction de Felice Trojani, collaborateur d’Umberto Nobile durant les expéditions polaires des dirigeables Norge et Italia, puis de l’ingénieur Giovanni Bellomo à partir de 1941.
- AUT 18 : (Aeronautica Umbra Trojani 18m²) Ce chasseur monoplace, monoplan à aile basse cantilever et train classique escamotable dessiné par Felice Trojani se distinguait par une structure métallique mais un revêtement en duralumin et des mitrailleuses Breda-SAFAT de 12,7 mm montées dans la voilure, les chasseurs italiens de cette époque concentrant leur armement dans le fuselage. Le prototype [MM363] effectua son premier vol le 22 avril 1939. Transféré à Guidonia le 20 juillet pour essais comparatifs avec les autres participants du Projet R (Fiat G.50, Reggiane Re.2000, IMAM Ro.51 (en), Macchi MC.200 Saetta et Caproni Vizzola F.5 (en)), il fut renvoyé le 23 février 1940 à Foligno pour modifications. Il regagna Guidonia le 21 juin, la seule différence apparente étant un nouveau capot moteur. Ce prototype fut officiellement remis à la Regia Aeronautica le 5 novembre 1940, alors que le Macchi MC.200 Saetta était déjà en service. Le sort de ce prototype reste obscur. Selon Felice Trojani il aurait été saisi par les Allemands après le 8 septembre 1943 et transféré en Allemagne, certaines sources affirment qu’il fut saisi par les Alliés et testé en vol. Il est plus probable qu’il ait été détruit par un raid aérien allié après transfert à Orvieto.
- AUT 45 : Projet de bimoteur monoplan de reconnaissance dessiné par Felice Trojani sur un programme officiel de 1938. Le programme fut abandonné en 1940 après réalisation d’un modèle grandeur en bois.
- MB.902 : Chasseur lourd bimoteur dont le développement fut lancé en 1941 par l’ingénieur Giovanni Bellomo. Ce monoplace se distinguait par sa motorisation, 2 Daimler-Benz DB-605 de 1250 ch montés dans le fuselage, entrainant deux hélices contrarotatives montées dans la voilure. Cet appareil reposant sur un train tricycle devait recevoir 4 canons de 20 mm et 2 mitrailleuses de 12,7 mm. La vitesse maximale étant estimée à 690 km/h pour une autonomie de 1 700 km. Le prototype fut détruit par un bombardement allié avant que n’intervienne le premier vol.